# دابلیو. مورگان شپارد
دابلیو. مورگان شپارد (انگلیسی: W. Morgan Sheppard; ۲۴ اوت ۱۹۳۲ – ۶ ژانویهٔ ۲۰۱۹) هنرپیشه اهل انگلستان بود. وی بین سال‌های ۱۹۶۲ تا ۲۰۱۷ میلادی فعالیت می‌کرد.
از فیلم‌هایی که وی در آن نقش داشته‌است، می‌توان به محض رضای مسیح ، پرستیژ، تبدیل‌شوندگان، پیشتازان فضا، مرد فیل‌نما، مگر آنکه از روی جنازه‌اش رد شوی، از ته دل وحشی، آزادی را فریاد کن، گاهی برمی‌گردند... دوباره، لاسیتر و برجک دفاعی اشاره کرد.